# Wachskartell
Das Wachskartell, auch Paraffin-Mafia genannt, bezeichnet ein Kartell zwischen zehn Paraffinwachs-Herstellern unter der Führung von Sasol, die zwischen 1992 und 2005 Preise abgesprochen haben. Die Hersteller deckten etwa drei Viertel des europäischen Marktes ab.
Das Kartell wurde in einem Hamburger Hotel begründet. Weitere Treffen des Kartells wurden regelmäßig in Luxushotels organisiert.
Aufgedeckt wurde das Kartell, weil sich der Shell-Konzern als Kronzeuge der Wettbewerbsbehörde offenbarte.
Am 1. Oktober 2008 wurde gegen die beteiligten Unternehmen des Wachskartells mit insgesamt 676 Millionen Euro die bis dahin vierthöchste Kartellbuße in der Geschichte der europäischen Wettbewerbspolitik verhängt.

## Bußen
- Shell wurde als Kronzeuge die Buße erlassen
- der Sasol-Konzern erhielt 50 Prozent Nachlass, da der Konzern weitere wichtige Informationen über das Kartell lieferte; der Konzern musste schließlich 318 Millionen Euro Strafe zahlen
- Total-Konzern 128,2 Millionen Euro
- Exxon 83,6 Millionen Euro
- RWE-Konzern 37,4 Millionen Euro
- Eni 29,1 Millionen Euro